# Mark Williams (calciatore 1966)
Mark Williams (Città del Capo, 11 agosto 1966) è un ex calciatore sudafricano, di ruolo attaccante.

## Palmarès
- Coppa d'Africa: 1 
Sudafrica: 1996
- Coppa del Sudafrica: 1 
Jomo Cosmos: 1990
- Coppa di Lega sudafricana: 1 
Kaizer Chiefs: 1997
- Coppa della Cina: 1 
Qingdao Hademen: 2002
- China League One: 1 
Shanghai Zhongyuan: 2001